# محيط (جغرافيا)

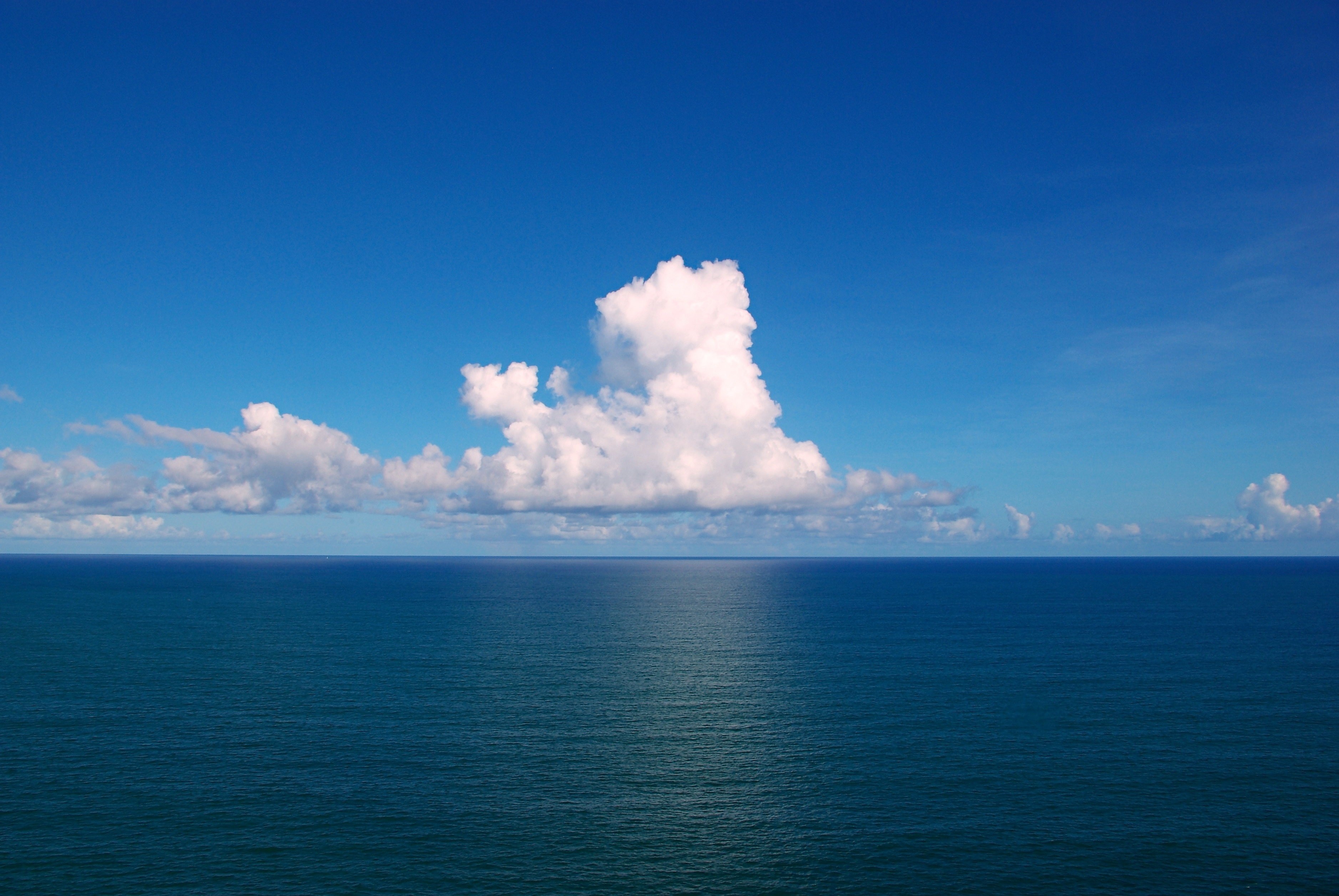
سطح المحيط الأطلسي حيث يتقابل مع طبقة الحدود الكوكبية للأرض والتروبوسفير.

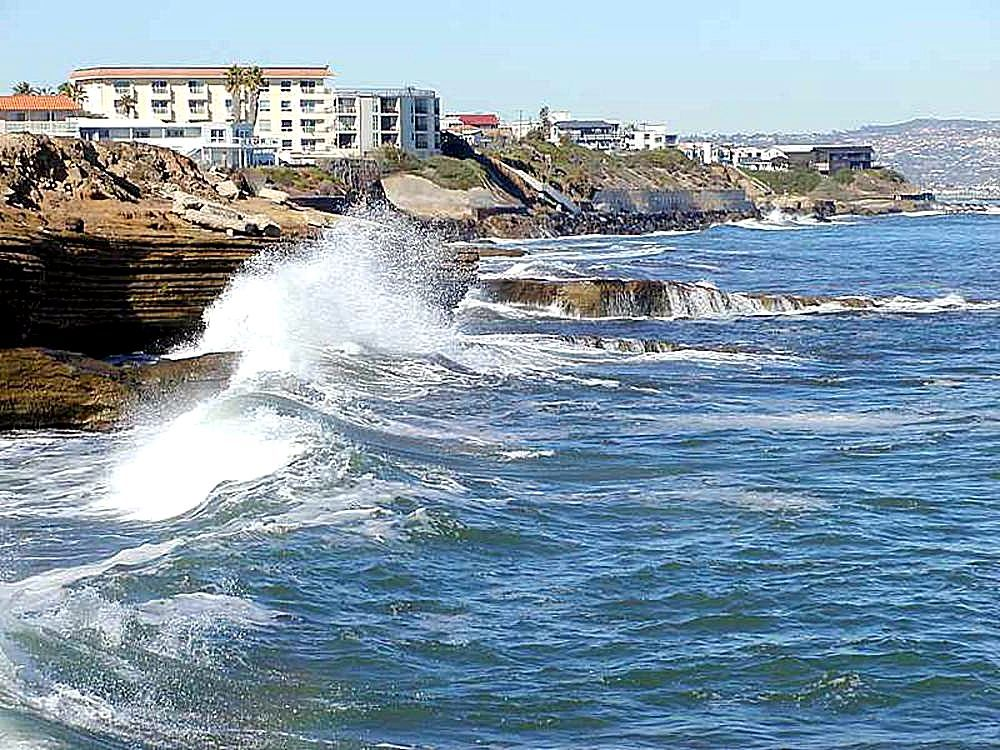
موجات على ساحل المحيط.

المحيطات هي الجزء الأكبر والأعظم من الغلاف المائي الكبير الذي يطوق الكرة الأرضية وهذه المياه تحتل حوالي 71% من مساحة سطح الكرة الأرضية تقريباً أي ما يعادل 510 ملايين كم3، وهي تتألف من مجموع مساحات المحيطات والبحار والبحيرات بعمق يبلغ متوسطه 3800م، ويبلغ عدد المحيطات التي تطوق كوكب الأرض خمسة محيطات.
الأرض هي الكوكب الوحيد المعروف أن له محيطًا (أو أي كميات كبيرة مفتوحة من الماء السائل). حوالي 72% من سطح الكوكب (~3.6x108كم2) تغطيها المياه المالحة حيث تقسم إعتيادياً إلى عدة محيطات رئيسية وبحار أصغر، حيث ماء المحيطات تغطي ما يقرب من 71٪ من سطح الأرض. تحتوي المحيطات على 97% من مياه الأرض، وقد صرح علماء المحيطات أنه لم يتم استكشاف سوى 5% فقط من المحيطات ككل على الأرض. الحجم الإجمالي يصل إلى ما يقرب من 1.3 مليار كيلومتر مكعب (310 ملايين ميل مكعب) مع متوسط عمق 3,682 متر (12,080 قدم).
لأنه هو العنصر الرئيسي للغلاف المائي للأرض، فإن محيطات العالم تشكل جزءا لا يتجزأ من جميع أشكال الحياة المعروفة، وتشكل جزءا من دورة الكربون، وتأثيرات وأنماط المناخ والطقس. هو الموئل ل 230,000 من الأنواع المعروفة، وعلى الرغم من أن كثيرا من أعماق المحيطات تظل غير مستكشفة بعد فإن التقديرات تشير إلى أنه توجد أكثر من مليوني نوع من أنواع المخلوقات البحرية. إن أصل محيطات الأرض لم يزل غير معروف، لكن يعتقد أن المحيطات قد شكلت فترة مناخ حقبة الهاديان بالفعل وربما كانت هي الدافع ل نشوء الحياة .

## الخصائص الفيزيائية

### اللون
معظم مياه المحيط تظهر بلون أزرق، غير أن بعض المناطق تبدو مياهها زرقاء مخضرة، أو خضراء، أو حتى صفراء تميل إلى البنية. ينجم اللون الأزرق لمياه المحيط عن عوامل متعددة. أولًا، تمتص المياه الضوء الأحمر بصورة تفضيلية، مما يعني أن الضوء الأزرق يظل ويعكس خارج الماء. يُمتص الضوء الأحمر بسهولة أكبر، فلا يخترق إلا أعماقًا ضحلة، عادة لا تتجاوز 50 مترًا (164 قدمًا). أما الضوء الأزرق، فينفذ إلى عمق يصل إلى 200 متر (656 قدمًا). ثانيًا، تُبعثر جزيئات الماء والجسيمات الدقيقة جدًا في مياه المحيط الضوء الأزرق على نحو تفضيلي مقارنة بالأطوال الموجية الأخرى. يحدث تشتت الضوء الأزرق عبر الماء والجسيمات الصغيرة حتى في أنقى مياه المحيط، ويُشبه هذا التشتت ما يجري للضوء الأزرق في السماء.
تشمل المواد الرئيسية التي تؤثر في لون المحيط المادة العضوية الذائبة، والعوالق النباتية الحية التي تحتوي على أصباغ الكلوروفيل، والجسيمات غير الحية مثل الثلج البحري والرواسب المعدنية. يمكن قياس الكلوروفيل من خلال الملاحظات التي تلتقطها الأقمار الصناعية، ويُستخدم بوصفه مؤشرًا على إنتاجية المحيط (الإنتاجية الأولية البحرية) في المياه السطحية. في الصور المركبة طويلة الأمد التي تلتقطها الأقمار الصناعية، تظهر المناطق ذات الإنتاجية العالية للمحيط باللونين الأصفر والأخضر، نظرًا لاحتوائها على كميات أكبر من العوالق النباتية (الخضراء)، بينما تبدو المناطق ذات الإنتاجية المنخفضة بلون أزرق.

### دورة المياه، الطقس والأمطار
تُمثل مياه المحيط الكتلة المائية الأكبر ضمن الدورة المائية العالمية، إذ تحتوي المحيطات على 97% من مياه الأرض. ينتقل الماء من المحيط إلى الغلاف الجوي عبر التبخر، ثم يعود لاحقًا إلى اليابسة والمحيط عبر الهطول. تؤثر المحيطات تأثيرًا بالغًا في المحيط الحيوي، ويُعتقد أن المحيط بأكمله يغطي نحو 90% من المحيط الحيوي للأرض. يُعد التبخر من سطح المحيط، بوصفه مرحلة من مراحل الدورة المائية، المصدر الرئيسي لمعظم الأمطار، إذ يُنتج نحو 90% منها، ويتسبب في تغطية سحابية عالمية بنسبة 67%، وتغطية سحابية محيطية دائمة بنسبة 72%. تؤثر درجات حرارة المحيطات في المناخ وأنماط الرياح، التي تؤثر بدورها في الحياة على اليابسة. ومن أبرز الظواهر الجوية التي تنشأ فوق المحيطات: الأعاصير المدارية، وتُعرف أيضًا باسم «الأعاصير الاستوائية» أو «الهوريكانات» تبعًا لموقع تشكّل النظام الجوي.
نظرًا إلى أنّ محيطات العالم تُعد المكون الرئيس للغلاف المائي للأرض، فهي عنصر جوهري في دعم الحياة على سطحها، وتشكل جزءًا من دورة الكربون والدورة المائية، وتعمل بوصفها خزانًا حراريًا ضخمًا يؤثر في المناخ وأنماط الطقس.

### التيارات والأمواج
تمثّل حركات سطح المحيط، المعروفة بالتموجات أو الأمواج الناتجة عن الرياح، الارتفاع والانخفاض الجزئي والمتناوب لسطح المحيط. تُطلق تسمية «الموج الطويل» على سلسلة الموجات الميكانيكية التي تنتشر على السطح الفاصل بين الماء والهواء، وهو مصطلح يُستخدم في سياقات الملاحة الشراعية وركوب الأمواج والملاحة البحرية. تؤثر هذه الحركات تأثيرًا ملحوظًا في السفن التي تعبر سطح المحيط، وفي راحة الأشخاص على متنها، إذ قد يُصابون بدوار البحر.
عندما تهب الرياح فوق سطح جسم مائي، تُشكّل أمواجًا تتعامد مع اتجاه الرياح. يؤدي الاحتكاك بين الهواء والماء، الناتج عن نسيم خفيف يمر فوق بركة، إلى تشكّل تموجات. أما إذا كانت هبّة الرياح أقوى وتهب فوق المحيط، فإنها تولّد أمواجًا أكبر، إذ يدفع الهواء المتحرك نتوءات الماء المرتفعة. تبلغ الأمواج أقصى ارتفاع لها عندما تقترب سرعتها من سرعة الرياح التي تدفعها. في المياه المفتوحة، وعندما تهب الرياح باستمرار – كما يحدث في نصف الكرة الجنوبي في منطقة «الأربعينيات الهادرة» – تتحرك كتل مائية طويلة ومنتظمة تُعرف باسم «الموج الطويل» عبر المحيط. إذا سكنت الرياح، ينخفض تشكّل الأمواج، إلا أن الأمواج المتكوّنة بالفعل تواصل حركتها في اتجاهها الأصلي حتى تصطدم باليابسة. يتحدد حجم الأمواج تبعًا لـ «مساحة الاجتياز»، أي المسافة التي تهب فيها الرياح فوق سطح الماء، إضافة إلى قوة الرياح ومدتها. وعندما تلتقي أمواج قادمة من اتجاهات مختلفة، يمكن أن يؤدي التداخل بينها إلى نشوء بحار متكسّرة وغير منتظمة.
يمكن أن يؤدي التداخل البنّاء إلى تشكّل أمواج عاتية ترتفع على نحو غير اعتيادي. لا يتجاوز ارتفاع معظم الأمواج 3 أمتار (10 أقدام)، غير أن العواصف العنيفة كثيرًا ما تؤدي إلى مضاعفة هذا الارتفاع أو حتى إلى زيادته ثلاث مرات. مع ذلك، جرى توثيق أمواج عاتية بلغ ارتفاعها أكثر من 25 مترًا (82 قدمًا).
يُعرف الجزء العلوي من الموجة باسم «القمة»، وتُسمّى أدنى نقطة بين الموجات «القاع»، أما المسافة بين القمم فتُعرف باسم «طول الموجة». تُدفع الموجة عبر سطح المحيط بواسطة الرياح، غير أن ما ينتقل هو الطاقة، لا الماء نفسه في حركة أفقية. عندما تقترب الموجات من اليابسة وتدخل المياه الضحلة، يتغير سلوكها. فإذا اقتربت بزاوية، فقد تنحني الأمواج بفعل الانكسار، أو تلتف حول الصخور والرؤوس الساحلية بفعل الحيود. وعندما تبلغ الموجة نقطة تتلامس فيها أعمق اهتزازات الماء مع قاع المحيط، تبدأ سرعتها بالتباطؤ. يؤدّي ذلك إلى تقارب القمم من بعضها وزيادة ارتفاع الموجات، وهي ظاهرة تُعرف باسم «تضخيم الأمواج» (shoaling). وعندما تتجاوز نسبة ارتفاع الموجة إلى عمق الماء حدًا معيّنًا، تنكسر، متهاوية في كتلة من الماء الزبد. ثم تندفع على شكل صفيحة فوق الشاطئ، قبل أن تعود إلى المحيط تحت تأثير الجاذبية.
تستطيع الزلازل أو الثورات البركانية أو الاضطرابات الجيولوجية الكبرى الأخرى إطلاق موجات تؤدي إلى حدوث تسونامي في المناطق الساحلية، وهي ظاهرة قد تنطوي على خطر بالغ.

### مستوى البحر والسطح
يُعد سطح المحيط نقطة مرجعية أساسية في علم المحيطات والجغرافيا، ولا سيما باعتباره مستوى سطح البحر المتوسط. يتميّز سطح المحيط، على المستوى العالمي، بتضاريس طفيفة لكنها قابلة للقياس، تختلف باختلاف أحجام المحيطات.
يشكّل سطح المحيط واجهة حيوية للعمليات التي تربط المحيط بالغلاف الجوي، إذ يتيح تبادل الجزيئات، مما يثري الهواء والماء، وكذلك التربة بفعل ترسب بعض الجزيئات على هيئة رسوبيات. ساهم هذا التبادل في تخصيب الحياة في المحيط، وعلى اليابسة، وفي الهواء. تُشكّل جميع هذه العمليات والمكوّنات ما يُعرف باسم «النظم البيئية لسطح المحيط».

### المد والجزر
المد والجزر هما الارتفاع والانخفاض المنتظمان في مستوى المياه الذي تشهده المحيطات، ويُنسب ذلك أساسًا إلى القوى الجذبية التي يمارسها القمر على الأرض. تؤثر القوى المدّية في جميع المواد الموجودة على سطح الأرض، غير أن السوائل، مثل المحيط، وحدها تُظهر هذه التأثيرات على نطاق زمني يمكن ملاحظته بشريًا. (فعلى سبيل المثال، يمكن أن تؤدي القوى المدّية المؤثرة في الصخور إلى حدوث قفل مدّي بين جسمين كوكبيين).
رغم كون جاذبية القمر المحرك الرئيس للمد والجزر المحيطية، فإن هذه الظاهرة تتأثر أيضًا بشكل ملحوظ بقوى المد التي تمارسها الشمس، وبحركة دوران الأرض، وبشكل القارات الصخرية التي تعيق تدفق المياه المحيطية. (تتغير القوى المدّية بدرجة أكبر من تغيّر القوة الأساسية للجاذبية: إذ تفوق القوى المدّية التي يمارسها القمر على الأرض مثيلاتها الشمسية بأكثر من الضعف، رغم أن قوة الجاذبية الشمسية على الأرض أقوى بكثير. أما القوى المدّية التي تمارسها الأرض على القمر فتزيد بعشرين مرة عن تلك التي يمارسها القمر على الأرض).